# Gordon Wills
Gordon Wills (Wednesbury, 24 aprile 1934 – Walsall, 10 gennaio 2018) è stato un calciatore inglese, di ruolo attaccante.

## Carriera
Fece il proprio debutto da professionista con indosso la maglia del Wolverhampton, Nel 1953 venne acquistato dal Notts County, con cui rimase per cinque stagioni totalizzando 170 presenze e mettendo a segno 47 reti.
Nell'estate del 1958 venne ceduto a titolo definitivo al Leicester City di Matt Gillies. Divenne una figura fondamentale per le Foxes all'epoca, guidando la squadra alle semifinali di FA Cup 1960-1961 contro lo Sheffield United: il giocatore, durante la gara, subì un infortunio al ginocchio ma nonostante ciò decise comunque di continuare a giocare, aggravando ulteriormente le sue condizioni. Quest'infortunio lo costrinse a saltare tutto il resto di stagione, facendolo tornare in campo a metà dell'annata successiva.
Concluse la sua carriera nel 1965 con indosso la maglia del Walsall, totalizzando 40 presenze e segnando 2 gol.